# Fabian Mayer
Fabian Mayer (* 20. Januar 1981 in Stuttgart) ist ein deutscher Politiker (CDU). Seit 2016 ist er Bürgermeister für Allgemeine Verwaltung, Kultur und Recht der Landeshauptstadt Stuttgart.
Seit 2019 ist er als Nachfolger von Michael Föll zudem Erster Bürgermeister der Stadt Stuttgart und führte nach dem Ausscheiden von Fritz Kuhn (Grüne) als Oberbürgermeister bis zur Amtseinführung des neuen Oberbürgermeisters Frank Nopper (CDU) die Amtsgeschäfte.
Nach seinem Abitur am Königin-Charlotte-Gymnasium in Stuttgart-Möhringen studierte er Rechtswissenschaften an der Eberhard Karls Universität Tübingen und wurde promoviert.
Er ist verheiratet und Vater zweier Kinder.
Mayer war von 2005 bis 2009 Vorsitzender der Jungen Union in Stuttgart und war von 2009 bis 2016 Stadtrat in Stuttgart und Mitglied der CDU-Gemeindefraktion. Mayer ist stellvertretender Vorsitzender der Kulturregion Stuttgart.